# Li Mu
Li Mu (Qiuzhuang, Jiangsu, 1974) is een Chinese hedendaagse kunstenaar, die woont en werkt in Feng County en Su Zhou in China. Mu werkt onder andere met video, maakt schilderijen, fotografisch werk, installaties en performances. De thema's binnen zijn werk zijn vaak proces georiënteerd en relateren zich aan zijn alledaagse activiteiten.

## Biografie
Li Mu groeide op in het Chinese dorpje Qiuzhuang, gelegen in de provincie Jiangsu. Hij is de zoon van een timmerman en ontwikkelde van jongs af aan al een grote liefde voor tekenen.
Mu woonde in Qiuzhuang tot zijn zeventiende en vertrok vervolgens naar de grote stad. Hij begon in 1991 aan de Art & Design School in Suzhou en in 1997 aan de The Academy of Art & Design aan de Tsinghua Universiteit in Beijing, waar hij beide grafisch ontwerp studeerde.
In 2001 studeerde Mu af en ging na zijn studie lesgeven aan de Suzhou Art & Design Technology Institute. In 2007 besloot hij om zich volledig te focussen op het kunstenaarschap en stopte als gevolg met lesgeven. In Shanghai, samen met een groep vrienden, organiseerde Mu verschillende exposities.
De eerste jaren werkte Li Mu vooral met video en fotografie, maar door de jaren heen is hij zich ook bezig gaan houden met documentatieonderwerpen, gedetailleerde tekeningen en foto's en verslagen op zijn blog. Li Mu is ook betrokken bij verschillende educatieve en culturele uitwisselingsprogramma's, zowel in China als internationaal. Hij heeft workshops en lezingen gegeven over kunst en hedendaagse cultuur in verschillende instellingen en organisaties, en heeft deelgenomen aan kunstenaarsresidenties en uitwisselingsprogramma's in verschillende landen.

## Werk
Li Mu is een kunstenaar die werkt in een verscheidenheid aan media, waaronder video, fotografie, installatie en performance. Hij gebruikt zijn dagelijks leven en ervaringen als inspiratie voor zijn kunst en verkent de relatie tussen zichzelf, de omgeving en het algemene publiek in zijn werk. Mu onderzoekt de grenzen tussen leven en kunst.
In Nederland is Li Mu het meest bekend voor het 'Qiuzhuang project' in samenwerking met het Van Abbemuseum en ArtHub Asia uit 2013. Het is een kunstproject ontwikkeld met de collectie van het Van Abbemuseum, om de inwoners van zijn geboortedorp kennis te laten maken met kunst van andere culturen en nieuwe denkpatronen te stimuleren. Het museum heeft de kunstenaar de kans gegeven om van enkele werken kopieën te maken en op die manier tentoon te stellen op openbare plekken in Qiuzhuang. Mu is nieuwsgierig naar wat er met de kunstwerken gebeurt zodra je ze in een andere context plaatst. Hij heeft daarnaast ook een bibliotheek geopend in het plattelandsdorpje om de geschiedenis van zijn dorp te verkennen, want die is nooit gedocumenteerd.

## Tentoonstellingen (een selectie)
- 2021 Plants Spectrum in Longhixia, Jujiang Restaurant, Suzhou, China
- 2016 Qiuzhuang Project:A Continuous Speech, Goethe Institution Open Space, Shuanghai, China
- 2015 Li Mu: A Man, A Village, A Museum, Van Abbemuseum, Eindhoven, Netherlands
- 2015 Qiuzhuang Project: Sol LeWitt and Lu Daode, Aurora Museum, Shanghai, China
- 2010 51m2: 5# LI MU TAIKANG Space, Beijing, China
- 2006 Anafranil: Li Mu Video works, Zendai Museum of Modern Art, Shanghai, China